# Талреп

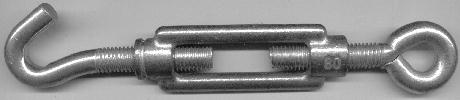
Талреп з гаком і вушком

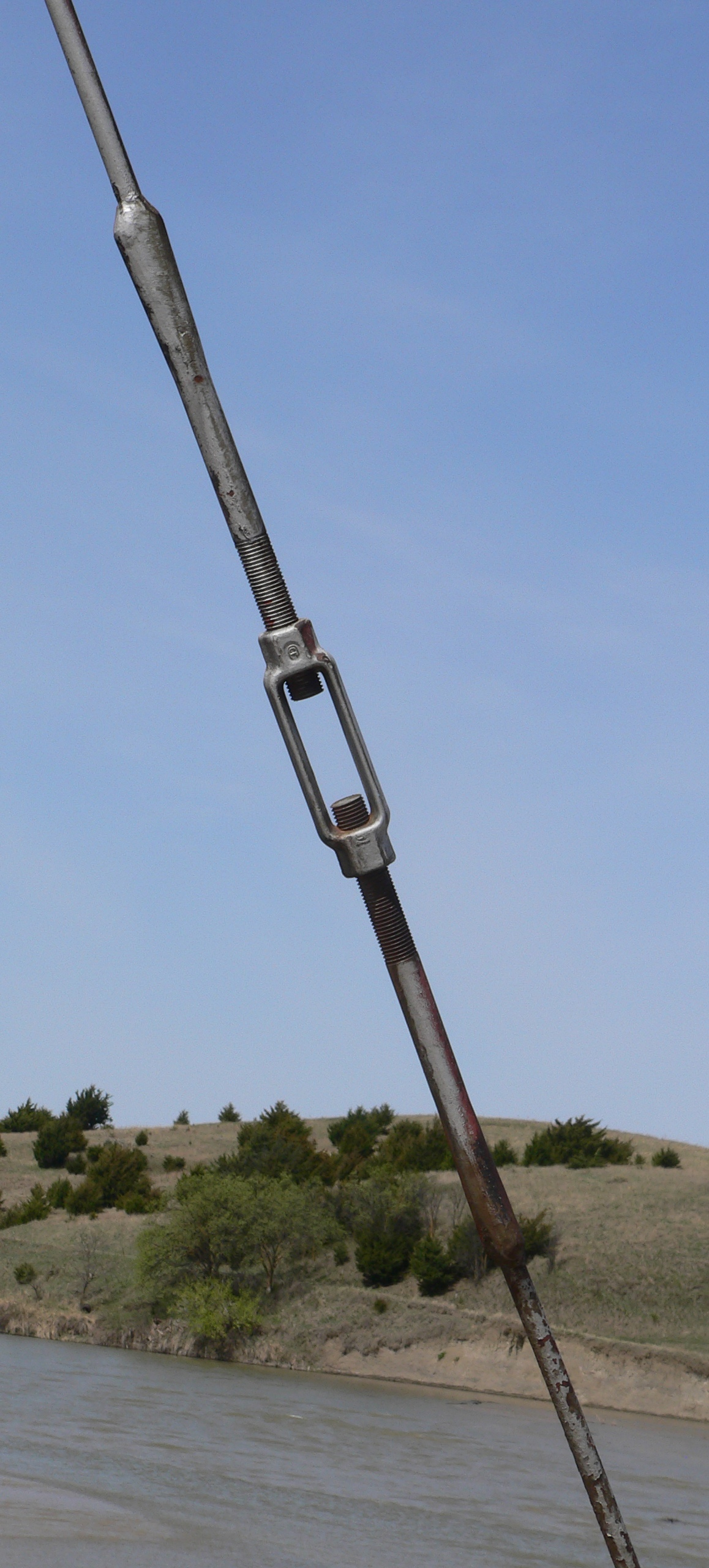
Талреп для створення натягу троса моста

Та́лреп (від нід. talreep, taljereep — «талевий трос») — пристрій для створення натягу чи усунення послаблення такелажу, кабелів, ланцюгів тощо. Історично талреп — трос, укріплений («заснований») між двома юферсами або двома двошківними блоками. На вітрильних суднах такі талрепи служать для обтягування стоячого такелажу (зокрема вант).
Зараз поширені гвинтові талрепи, які складаються з двох силових гвинтів з протилежною різьбою, що загвинчені у корпус (муфту) з двома різьбовими отворами на кінцях. Кінці гвинтів виконуються з вилкою, вушком або гаком, до яких кріпиться трос.
Натяг регулюється обертанням муфти, завдяки чому гвинти зміщаються до його середини. Талрепи використовуються у тих випадках, коли необхідно створити значне зусилля натягу. За величиною талрепи можуть по масі відрізнятися від декількох грамів (для натягування, наприклад, шторних струн — зусилля натягу становить декілька десятків ньютонів) до десятків тонн — такі пристрої використовуються при будівництві споруд і мостів.
Талрепи виготовляються за ОСТ 5-2314-79 або стандартом DIN 1480.
За ОСТ 5-2314-79 талрепи бувають наступних типів:
- ОШ — з відкритою штампованою муфтою, що виготовляються з вуглецевих і маломагнітних сталей шести виконань: ВВ (з двома вилками), ВУ (з вилкою і вушком), УУ (з двома вушками), ГГ (з двома гаками), ВГ (з вилкою і гаком) та ГУ (з гаком і вушком);
- ОС — з відкритою зварною муфтою, що виготовляються з вуглецевих і маломагнітних сталей трьох виконань: ВВ (з двома вилками), ВУ (з вилкою і вушком), УУ (з двома вушками);
- ЗС — із закритою зварною муфтою, що виготовляються з вуглецевих сталей двох виконань: ВВ (з двома вилками) та ВГ (з вилкою і гаком).